# Kristian Aasvold
Kristian Aasvold (Snåsa, 30 maggio 1995) è un ex ciclista su strada norvegese che è stato attivo in formazioni UCI Elite/Under-23 dal 2014 al 2023.

## Palmarès

### Strada
- 2018 (Team Coop, due vittorie)

3ª tappa Tour te Fjells (Gol > Storefjell)
4ª tappa Tour te Fjells (Gol > Gol)
- 2021 (Team Coop, una vittoria)

Classifica generale Tour te Fjells

## Piazzamenti

### Competizioni mondiali
- Campionati del mondo

Valkenburg 2012 - In linea Juniores: 62º
Toscana 2013 - In linea Juniores: 47º
Bergen 2017 - Cronosquadre: 17º

### Competizioni europee
- Campionati europei

Olomouc 2013 - Cronometro Juniores: 20º
Olomouc 2013 - In linea Juniores: 13º
Trento 2021 - In linea Elite: ritirato